# 八幡台 (瀬戸市)
八幡台（はちまんだい）は、愛知県瀬戸市八幡台連区の町名。現行行政地名は八幡台1丁目から9丁目。

## 地理
- 瀬戸市の南部に位置する[8]。西を緑町、北を原山台・菱野台・萩山台、東を宝ケ丘町・八幡町、南を矢形町・大坂町・今林町と隣接している[8]。
- 菱野団地の一部で、2・4丁目の高層住宅22棟とそのほかの個人住宅から構成される[8]。

### 河川
- 八幡川（矢田川支流） ： 6丁目の東端、八幡町との町境を南流している。
- 米泉川（矢田川支流） ： 8丁目の南西端、大坂町との町境を南流している。

- 八幡川（八幡台・八幡町境）
- 米泉川（八幡台・大坂町境）

### 学区
市立小・中学校に通う場合、学区は以下の通りとなる。また、公立高等学校普通科に通う場合の学区は以下の通りとなる。
| 町丁・丁目  | 番・番地等 | 小学校             | 中学校             | 高等学校 |
| ----------- | ---------- | ------------------ | ------------------ | -------- |
| 八幡台1丁目 | 全域       | 瀬戸市立八幡小学校 | 瀬戸市立光陵中学校 | 尾張学区 |
| 八幡台2丁目 | 全域       | 瀬戸市立八幡小学校 | 瀬戸市立光陵中学校 | 尾張学区 |
| 八幡台3丁目 | 全域       | 瀬戸市立八幡小学校 | 瀬戸市立光陵中学校 | 尾張学区 |
| 八幡台4丁目 | 全域       | 瀬戸市立八幡小学校 | 瀬戸市立光陵中学校 | 尾張学区 |
| 八幡台5丁目 | 全域       | 瀬戸市立八幡小学校 | 瀬戸市立光陵中学校 | 尾張学区 |
| 八幡台6丁目 | 全域       | 瀬戸市立八幡小学校 | 瀬戸市立光陵中学校 | 尾張学区 |
| 八幡台7丁目 | 全域       | 瀬戸市立八幡小学校 | 瀬戸市立光陵中学校 | 尾張学区 |
| 八幡台8丁目 | 全域       | 瀬戸市立八幡小学校 | 瀬戸市立光陵中学校 | 尾張学区 |
| 八幡台9丁目 | 全域       | 瀬戸市立八幡小学校 | 瀬戸市立光陵中学校 | 尾張学区 |

## 歴史

### 沿革
- 1966年（昭和41年） - 菱野団地の造成に先だって菱野団地古窯址群の発掘調査実施[11]。
- 1970年（昭和45年）3月27日 - 菱野団地原山台入居開始[12]。
- 1974年（昭和49年）7月 - 菱野団地八幡台入居開始[13]。
- 1980年（昭和55年）3月1日 - 瀬戸市緑町・大字菱野字長根・大字山口字大坂の各一部[注釈 2]より、同市八幡台1丁目〜9丁目が成立[2]。
- 1985年（昭和60年）3月25日 - 7・8丁目の一部を大坂町に編入[14]。

## 世帯数と人口
2024年（令和6年）1月1日現在の世帯数と人口は以下の通りである。
| 町丁・丁目  | 世帯数    | 人口    |
| ----------- | --------- | ------- |
| 八幡台1丁目 | 161世帯   | 375人   |
| 八幡台2丁目 | 449世帯   | 828人   |
| 八幡台3丁目 | 156世帯   | 345人   |
| 八幡台4丁目 | 218世帯   | 435人   |
| 八幡台5丁目 | 145世帯   | 357人   |
| 八幡台6丁目 | 248世帯   | 497人   |
| 八幡台7丁目 | 169世帯   | 328人   |
| 八幡台8丁目 | 210世帯   | 440人   |
| 八幡台9丁目 | 176世帯   | 366人   |
| 計          | 1,932世帯 | 3,971人 |

### 人口の変遷
国勢調査による人口の推移
| 1995年（平成7年）  | 6,804人 | [ 15 ] |  |
| 2000年（平成12年） | 6,326人 | [ 16 ] |  |
| 2005年（平成17年） | 5,881人 | [ 17 ] |  |
| 2010年（平成22年） | 5,456人 | [ 18 ] |  |
| 2015年（平成27年） | 4,834人 | [ 19 ] |  |
| 2020年（令和2年）  | 4,366人 | [ 20 ] |  |

### 世帯数の変遷
国勢調査による世帯数の推移。
| 1995年（平成7年）  | 2,088世帯 | [ 15 ] |  |
| 2000年（平成12年） | 2,112世帯 | [ 16 ] |  |
| 2005年（平成17年） | 2,115世帯 | [ 17 ] |  |
| 2010年（平成22年） | 2,104世帯 | [ 18 ] |  |
| 2015年（平成27年） | 1,981世帯 | [ 19 ] |  |
| 2020年（令和2年）  | 1,890世帯 | [ 20 ] |  |

## 交通

### 鉄道
町内に鉄道は走っていない。最寄り駅は愛知環状鉄道・愛知環状鉄道線山口駅・瀬戸口駅になる。

### バス
名鉄バス「東山線」
- 【16】【16H】【17H】新瀬戸駅 - 瀬戸駅前 - 菱野団地（循環） - 瀬戸駅前 - 新瀬戸駅 系統
- 【18】瀬戸駅前 - 菱野団地 - 愛・地球博記念公園駅 系統

以上、4系統共通 ： 八幡台東バス停・八幡台西バス停①
- 【40】【41】藤が丘 - 岩作 - 本地口 - 菱野団地 系統

名鉄バス「本地ヶ原線」
- 【35】名鉄バスセンター - 引山 - 四軒家 - 本地ヶ原 - 菱野団地 系統

以上、2路線3系統共通  ： 八幡台東バス停・八幡台西バス停②
菱野団地住民バス ： 八幡台西（大森たばこ店前）バス停・はちまん幼稚園バス停・八幡台3丁目バス停
- 八幡台東バス停
- 八幡台西バス停①
- 八幡台西バス停②
- 八幡台西（大森たばこ店前）バス停
- はちまん幼稚園バス停
- 八幡台3丁目バス停

### 道路
町内に国道・県道は通っていない。

## 施設
- 瀬戸市立八幡小学校[8] ： 1974年（昭和49年）開校[21]。2022年（令和4年）5月1日現在の児童数は184人、教員数は22人[22]。
- 瀬戸市立八幡保育園[8] ： 1978年（昭和53年）開園[21]。定員80名、障害児保育にも対応[23]。延長保育は行っていない[23][注釈 4]。
- ぽっぽ保育園[8] ： 1976年（昭和51年）開園[21]。定員30名[24]。社会福祉法人 菱野団地子どもセンターが運営している[24]。
- はちまん幼稚園[8] ： 1975年（昭和50年）開園[25]。学校法人 愛知児童文化学園が運営している[26]。
- 八幡公民館 ： 1987年（昭和62年）竣工[21]。住民が気軽に利用して親睦と連帯感を育む場となる公民館を目標に運営している[27]
- 瀬戸警察署 原山交番 ： 瀬戸市内にある7つの交番のうちの1つ[28]。
- 瀬戸一麦キリスト教会 ： 日本福音キリスト教会連合（JECA）加盟のプロテスタントの教会[29]。
- 八幡公園 ： 6丁目の南西にある公園。ブランコ・すべり台・鉄棒などの遊具のほかに、広いグラウンドがある。
- 八幡台1丁目ちびっこ広場 ： 1丁目にある小さな公園。ブランコとすべり台がある。
- 八幡台3丁目Iちびっこ広場 ： 3丁目の西にある小さな公園。ブランコとすべり台がある。
- 八幡台3丁目IIちびっこ広場 ： 3丁目の東にある小さな公園。ブランコとすべり台がある。
- 八幡台5丁目Iちびっこ広場 ： 5丁目の西にある小さな公園。ブランコとすべり台がある。
- 八幡台5丁目IIちびっこ広場 ： 5丁目の東にある小さな公園。ブランコとすべり台がある。
- 八幡台6丁目ちびっこ広場 ： 6丁目の東にある小さな公園。ブランコとすべり台がある。
- 八幡台7丁目ちびっこ広場 ： 7丁目にある小さな公園。ブランコとすべり台がある。
- 八幡台8丁目Iちびっこ広場 ： 8丁目の西にある小さな公園。ブランコとすべり台がある。
- 八幡台8丁目IIちびっこ広場 ： 8丁目の東にある小さな公園。ブランコとすべり台がある。
- 八幡台9丁目ちびっこ広場 ： 9丁目にある小さな公園。ブランコとすべり台がある。
- 米泉川ちびっこ広場 ： 8丁目の南西、スロープを降りたところにある小さな公園。ブランコとすべり台、鉄棒がある。
- 菱野団地バスセンター ： 八幡台西バス停の降車場が2か所、瀬戸駅前・愛・地球博記念公園駅方面の乗車場、藤が丘・名鉄バスセンター方面の乗車場がある。

- 瀬戸市立八幡小学校
- 瀬戸市立八幡保育園
- ぽっぽ保育園
- はちまん幼稚園
- 八幡公民館
- 瀬戸警察署 原山交番
- 瀬戸一麦キリスト教会
- 八幡公園
- 八幡台1丁目ちびっこ広場
- 八幡台3丁目Iちびっこ広場
- 八幡台3丁目IIちびっこ広場
- 八幡台5丁目Iちびっこ広場
- 八幡台5丁目IIちびっこ広場
- 八幡台6丁目ちびっこ広場
- 八幡台7丁目ちびっこ広場
- 八幡台8丁目Iちびっこ広場
- 八幡台8丁目IIちびっこ広場
- 八幡台9丁目ちびっこ広場
- 米泉川ちびっこ広場
- 菱野団地バスセンター

## その他

### 日本郵便
- 郵便番号 : 489-0861[6]（集配局：瀬戸郵便局[30]）。